# П'єро Фассіно
П'єтро Франко Родольфо Фассіно (італ. Piero Franco Rodolfo Fassino; нар. 7 жовтня 1949, Авільяна) — італійський політик, член Демократичної партії. У 2011 році він був обраний мером Турина.

## Життєпис
Вивчав політологію в Університеті Турину.
У 1968 році він став членом Федерації молодих комуністів, а три роки потому — національним секретарем організації. З 1975 року входив до міської ради Турину, а до 1990 був депутатом ради регіону П'ємонт.
У 80-х пройшло під головуванням регіональних структур Італійської комуністичної партії, а у 1987 була частиною головного офісу секретаря, був координатором перетворення ІКП у Демократичну партію лівих. Протягом п'яти років він працював секретарем з міжнародних справ ДПЛ.
У 1994 році вперше обраний до Палати депутатів, неодноразово переобирався. У 1998 він брав участь у створенні Лівих демократів, нової лівої партії на основі ДПЛ. 21 жовтня того ж року Фассіно був призначений міністром міжнародної торгівлі в уряді Массімо Д'Алеми. 25 квітня 2000 у новому уряді на чолі з Джуліано Амато став міністром юстиції (до 11 червня 2001).
Одружений з лівою політику Анною Марією Серафіні.